# 甜酒

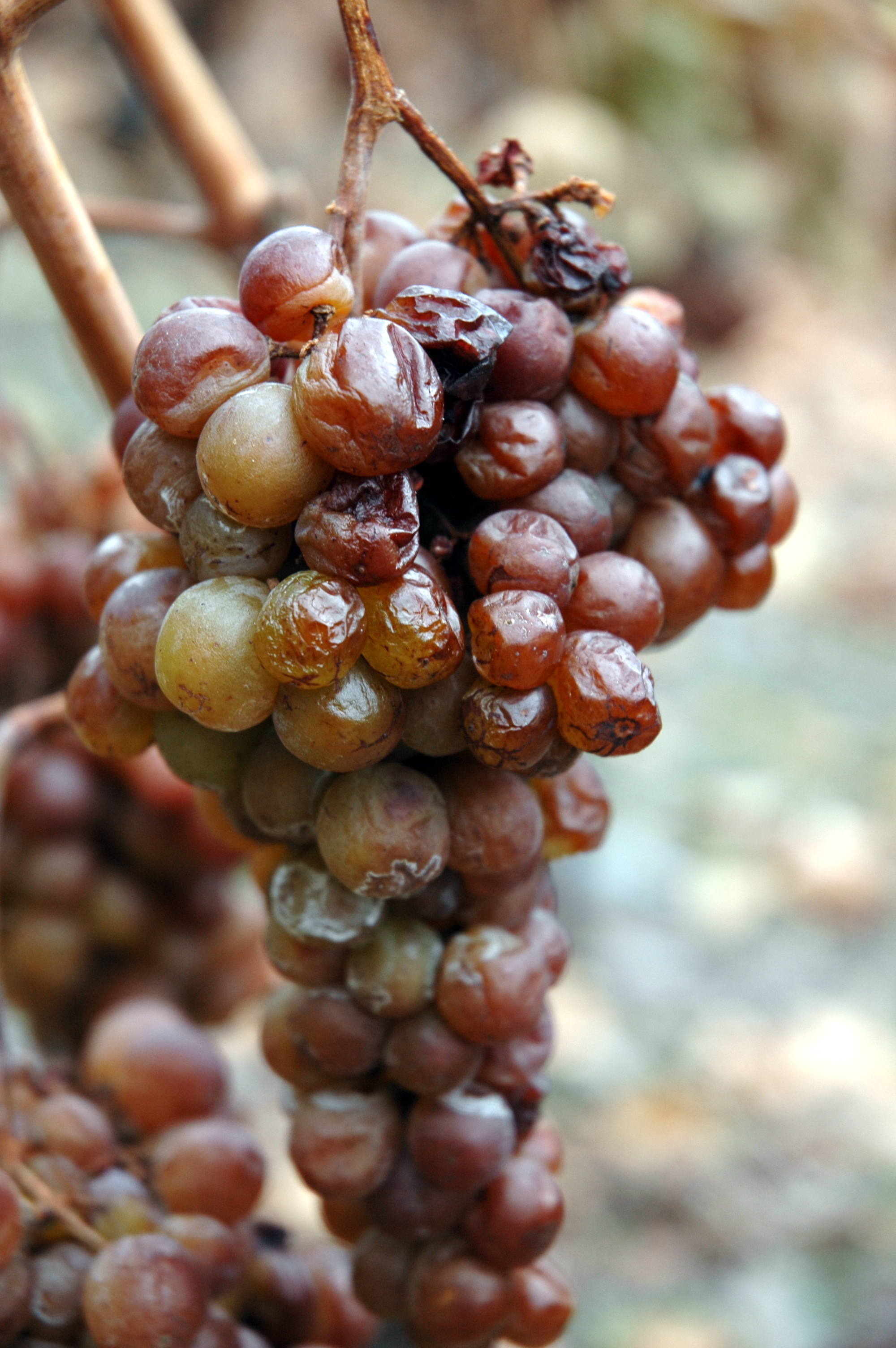

甜葡萄酒（法語：Vin liquoreux）當葡萄酒的殘糖含量大於每升45克時，就被稱為甜葡萄酒。這種類型的葡萄酒是從白葡萄中獲得的，很少從黑葡萄中獲得。